# Tay Melo
Taynara Melo de Carvalho, meglio conosciuta con il ring name Tay Melo (Rio de Janeiro, 9 giugno 1995), è una wrestler ed ex judoka brasiliana sotto contratto con la All Elite Wrestling.
Tra il 2017 e il 2020 ha lottato in WWE, dove si esibiva nel roster di NXT come Taynara Conti.

## Carriera

### WWE (2017–2020)
Taynara Melo ha firmato un contratto con la WWE nell'ottobre del 2016 ed è stata mandata inizialmente ad allenarsi presso il Performance Center di Orlando (Florida); il suo debutto è avvenuto il 13 maggio 2017, durante un house show di NXT, quando ha preso parte ad una battle royal. Nel mese di giugno ha iniziato a combattere regolarmente negli house show di NXT come Taynara Conti, mentre a settembre ha partecipato al torneo Mae Young Classic, ma è stata eliminata ai sedicesimi di finale da Lacey Evans.
Ha fatto il suo debutto televisivo durante la puntata di NXT del 14 settembre 2017, interferendo durante un Triple Threat match che vedeva coinvolte Liv Morgan, Peyton Royce e Nikki Cross, impedendo a quest'ultima di vincere l'incontro e stabilendosi quindi come heel. Il mese successivo ha preso parte ad una Battle Royal per decretare la quarta sfidante all'NXT Women's Championship in un Fatal 4-Way match a TakeOver: WarGames, ma è stata eliminata da Nikki Cross. L'8 aprile 2018, nel pre-show di WrestleMania 34, ha preso parte alla prima edizione della WrestleMania Women's Battle Royal, ma è stata eliminata da Liv Morgan. Nella puntata di NXT del 9 agosto ha sconfitto Vanessa Borne in un match di qualificazione per la seconda edizione del Mae Young Classic. Il 26 settembre ha sconfitto Jessie Elaban ai sedicesimi di finale, ma è stata sconfitta al turno successivo da Lacey Lane.
Il 20 aprile 2020 è stata licenziata dalla WWE in seguito ai numerosi tagli effettuati dalla federazione a causa della pandemia di COVID-19.

### All Elite Wrestling (2020–presente)
Ha debuttato nella All Elite Wrestling il 3 agosto 2020, con il ring name Tay Conti, prendendo parte alla Women's Tag Team Cup in coppia con Anna Jay; le due hanno affrontano ai quarti di finale la squadra composta da Ariane Andrew e Nyla Rose, accompagnate da Vickie Guerrero, vincendo la contesa, ma sono state sconfitte da Diamante e Ivelisse in semifinale.

## Vita privata
Tra il 2017 e il 2020 è stata sposata con l'ex judoka Jorge Conti, mentre dal 2022 è sposata con il collega Sammy Guevara.

## Personaggio

### Mosse finali
- DDTay (Hammerlock DDT)
- Cross armbreaker

## Titoli e riconoscimenti
- Lucha Libre AAA Worldwide
  - Campeonato Mundial en Parejas Mixto de la AAA (1) – con Sammy Guevara
- Pro Wrestling Illustrated
  - 49ª tra le 100 migliori wrestler femminili nella PWI Women's 100 (2021)
- Wrestling Observer Newsletter
  - Most Improved Wrestler of the Year (2021)